# Delphos (Ohio)
Delphos es una ciudad ubicada en el condado de Allen en el estado estadounidense de Ohio. En el Censo de 2010 tenía una población de 7101 habitantes y una densidad poblacional de 788,07 personas por kilómetro cuadrado.

## Geografía
Delphos se encuentra ubicada en las coordenadas 40°50′52″N 84°20′11″O / 40.84778, -84.33639. Según la Oficina del Censo de los Estados Unidos, Delphos tiene una superficie total de 9.01 km², de la cual 8.9 km² corresponden a tierra firme y (1.26 %) 0.11 km² es agua.

## Demografía
Según el censo de 2010, había 7101 personas residiendo en Delphos. La densidad de población era de 788,07 hab./km². De los 7101 habitantes, Delphos estaba compuesto por el 97.49 % blancos, el 0.44 % eran afroamericanos, el 0.18 % eran amerindios, el 0.18 % eran asiáticos, el 0 % eran isleños del Pacífico, el 0.41 % eran de otras razas y el 1.3 % pertenecían a dos o más razas. Del total de la población el 1.79 % eran hispanos o latinos de cualquier raza.